# Kinugasa Sachio
Kinugasa Sachio (衣笠 祥雄; 18 tháng 1 năm 1947 - 23 tháng 4 năm 2018) là cầu thủ bóng chày chuyên nghiệp người Nhật Bản chơi ở vị trí chốt ba cho CLB Hiroshima Toyo Carp của Giải bóng chày chuyên nghiệp Nhật Bản (NPB) từ năm 1965 đến năm 1987. Ông có biệt danh là Tetsu-jin (鉄人), có nghĩa là "Người Sắt" vì khả năng thi đấu bền bỉ. Trong sự nghiệp, ông được biết đến với việc thi đấu 2.215 trận liên tiếp, và phá kỷ lục trước đó của Lou Gehrig vào năm 1987.
Ngoài ra, Kinugasa còn xếp thứ bảy trong lịch sử NPB về số home run ghi được trong sự nghiệp (504), thứ 5 về số hit trong sự nghiệp (2543) và thứ 10 về số điểm chạy về (1448), và là một trong những tay đập ổn định nhất trong lịch sử giải đấu.

## Tiểu sử
Kinugasa sinh ra có mẹ là người Nhật và cha là một quân nhân người Mỹ gốc Phi đóng quân ở Nhật Bản sau Thế chiến thứ II. Tuy nhiên, Kinugasa lớn lên dưới sự nuôi dạy của mẹ, và ông kể rằng chưa bao giờ được gặp mặt cha mình. 

## Sự nghiệp thi đấu
Kinugasa theo học phổ thông tại trường trung học Heian ở Kyoto,  và đã giành quyền tham dự cả giải Koshien mùa hè và Koshien Mùa xuân trong năm học cuối cấp với tư cách là tay bắt bóng (catcher) của đại diện trường. 
Ông được Hiroshima Carp ký hợp đồng chuyên nghiệp vào năm 1965 và đã dành nhiều năm ở đội hạng dưới của CLB, trước khi chấn thương cánh tay khiến ông phải chuyển sang vị trí chốt một vào năm 1968.  Kinugasa sau đó giành được suất thi đấu ở chốt một tại đội một, với thành tích 21 home run với tỷ lệ hit trung bình là 0,276. Năm 1975, anh chuyển sang vị trí chốt ba theo gợi ý của huấn luyện viên Joe Lutz, và những nỗ lực của ông đã giúp Hiroshima Carp giành chức vô địch Central League đầu tiên trong lịch sử CLB.  Ông đã dẫn đầu giải đấu về số lần chạy cướp chốt (stolen bases) vào năm 1976 và giành giải Cầu thủ xuất sắc nhất của Central League vào năm 1984 khi CLB của anh ấy giành chức vô địch Nhật Bản lần thứ 3 trong vòng 6 năm.  
Mang biệt danh là Tetsujin (người sắt), dựa trên tên của bộ manga về mecha "Tetsujin 28-go", Kinugasa vẫn ra sân thi đấu ngay cả khi bị thương nặng như gãy xương.  Lần cuối cùng ông không ra sân trận đấu là vào ngày 18 tháng 10 năm 1970, và Kinugasa phá kỷ lục về số trận ra sân liên tiếp tại Nhật Bản vào ngày 2 tháng 8 năm 1980, với trận đấu liên tiếp thứ 1247.  Kinugasa đã san bằng kỷ lục 2130 trận liên tiếp của Lou Gehrig vào ngày 11 tháng 6 năm 1987,  và vượt qua Gehrig trong trận thua 8 – 3 của Carp trước Chunichi Dragons hai ngày sau đó vào ngày 13 tháng 6. Ông đã được vinh danh trọng thể thành tích trên trước đám đông chật kín khán đài Sân vận động thành phố Hiroshima sau trận đấu mà ông cũng đã ghi được một home run ở hiệp thứ tám.  Kinugasa đã giải nghệ sau mùa giải năm 1987, kết thúc sự nghiệp của mình với 2.215 trận đấu liên tiếp, 2.543 lần ghi hit và 504 home run.  Kỉ lục thế giới về số trận thi đấu liên tiếp của ông đã bị phá vỡ vào năm 1996 bởi Cal Ripken Jr., người đã thiết lập kỉ lục mới với 2.632 trận liên tiếp tại Giải bóng chày nhà nghề Mỹ . 

## Nghỉ hưu
Sau khi giã từ nghiệp cầu thủ, Kinugasa trở thành một bình luận viên thể thao. Ông được ghi danh vào Đại sảnh Danh vọng Bóng chày Nhật Bản vào năm 1996. 
Kinugasa qua đời vì bệnh ung thư đại trực tràng vào ngày 23 tháng 4 năm 2018, thọ 71 tuổi. 

## Giải thưởng và danh hiệu
Kinugasa đã được trao tặng Giải thưởng Danh dự Quốc dân cho thành tích của ông trong sự nghiệp thi đấu chuyên nghiệp. Ông là cầu thủ bóng chày thứ hai, sau Oh Sadaharu có vinh dự nhận được giải thưởng này. 
Ngoài ra

## Văn hóa đại chúng
Nhân vật Mitsuo trong serie game Yakuza, với tạo hình xuất thân lai gốc Phi, chưa bao giờ gặp cha mình và yêu thích cũng như có sở trường về bóng chày, được cho là xây dựng dựa trên hình tượng của Kinugasa.